# Kommunalwahlen in Brandenburg 2008
Die Kommunalwahlen in Brandenburg 2008 fanden am Sonntag, dem 28. September 2008, statt.
Es wurden die Vertreter für 14 Kreistage, vier Stadtverordnetenversammlungen der kreisfreien Städte und 416 Gemeindevertretungen beziehungsweise Stadtverordnetenversammlungen der kreisangehörigen Städte und Gemeinden gewählt. Außerdem wurden 266 ehrenamtliche und 4 hauptamtliche Bürgermeister direkt gewählt. In vier Gemeinden wurde die Wahl des Bürgermeisters mangels Bewerber abgesagt. Für Ortsteile innerhalb von Gemeinden fanden Wahlen für 353 Ortsvorsteher und 1.264 Ortsbeiräte statt. Wahlberechtigt waren 2,13 Millionen Deutsche und 13.800 EU-Bürger, darunter 168.200 Erstwähler zwischen 18 und 23 Jahren.
Die darauffolgenden Kommunalwahlen in Brandenburger Gemeinden wurden zeitgleich mit der Europawahl am 25. Mai 2014 abgehalten.

## Ergebnis
Das vorläufige amtliche Landesendergebnis der Kommunalwahl lautete:
| Partei                                                          | Prozent (Veränderung zu 2003) |
| --------------------------------------------------------------- | ----------------------------- |
| Sozialdemokratische Partei Deutschlands (SPD)                   | 25,8 (+2,3)                   |
| Die Linke (DIE LINKE.)                                          | 24,7 (+3,4)                   |
| Christlich Demokratische Union Deutschlands (CDU)               | 19,8 (−8,0)                   |
| Freie Demokratische Partei (FDP)                                | 7,3 (+1,0)                    |
| Bündnis 90/Die Grünen (B’90/Grüne)                              | 4,6 (+0,4)                    |
| Nationaldemokratische Partei Deutschlands (NPD)                 | 1,8 (+1,3)                    |
| Brandenburger Vereinigte Bürgerbewegungen / 50Plus (BVB/50Plus) | 1,7 (+1,7)                    |
| Deutsche Volksunion (DVU)                                       | 1,6 (+0,6)                    |
| Bauernverband (Bauern)                                          | 1,2 (+0,8)                    |
| andere Parteien                                                 | 11,0 (+0,5)                   |

## Wahlvorschläge
Zehn Parteien (Bündnis 90/Die Grünen, CDU, DKP, DSU, DVU, Die Linke, Familien-Partei Deutschlands, FDP, NPD, SPD) sowie 11 politische Vereinigungen, 44 Listenvereinigungen und 925 Wählergruppen hatten Kandidaten aufgestellt. In einigen Städten und Gemeinden kandidierte der amtierende Bürgermeister als Spitzenkandidat seiner Partei für die Gemeindevertretung. Dies wurde von den konkurrierenden Listen als Scheinkandidatur kritisiert, da der Bürgermeister geborenes Mitglied der Gemeindevertretung ist.

## Wahlsystem
Bei den Wahlen der Vertreter wurde nach den Grundsätzen der Verhältniswahl gewählt, wobei jeder Wähler drei Stimmen hat, die er Kumulieren und Panaschieren kann.

## Ergebnisse der letzten Kommunalwahlen
| Partei                                            | 2003  | 1998  | 1993  |
| ------------------------------------------------- | ----- | ----- | ----- |
| Christlich Demokratische Union Deutschlands (CDU) | 27,80 | 21,42 | 20,56 |
| Sozialdemokratische Partei Deutschlands (SPD)     | 23,54 | 38,97 | 34,50 |
| Die Linke (Linke)                                 | 21,31 | 21,62 | 21,19 |
| Freie Demokratische Partei (FDP)                  | 6,34  | 4,14  | 7,09  |
| Bündnis 90/Die Grünen (Grüne)                     | 4,17  | 4,13  | 4,19  |
| Deutsche Volksunion (DVU)                         | 1,03  | -     | -     |
| Sonstige                                          | 15,81 | 9,70  | 12,47 |

## Wahlmaschinen
Nach Berichten von Wahlbeobachtern wurden durch den Einsatz der Nedap-Wahlmaschinen die Wahlgrundsätze mehrfach missachtet, die Wahlergebnisse verfälscht und Wähler von der Wahl ausgeschlossen.